# النشيد القبلي الأبيني
النشيد القبلي الأبيني عبارة عن نشيد قبلي لسلاطين أبين وقد أعتمد هذا النشيد من كلمات الشاعر عمر نسير ولحنها عيدروس الجعدني وقد قام بتكليفه المقدم الغبيلاني محمد سقاب 

## تقديمه
قدم رئيس المجلس الأعلى للحكومة السلطان محمد بن عشال الجعدني الذي قام بتأسيس الفرقة المسلحة للأناشيد وهي جوقة مسلحة وأعلن وزير الإعلام السابق في أبين \ محمد بن علي بن جعبل قائلا: «أن النشيد القبلي في أبين يساهم الحماس داخل المهمة وقد قابلني الفنان عيدروس الجعدني الذي نقل لي نسبه وقد قام في اغنية الحامدي ليش يا دنيا وفي قولها
بالله اعطني من دهلك سبولة واشارح\\ليه سنه ماذقت الجهوش
ليه سنه ماشفت الحبايب\\ونافي الرميلة وخلي في الفيوش
\\
واشارح\\حرام لو شليت من دهلك سبولة
والطير حلال يتهنى\\ليه ليه باتسمحوا له
طير السماء بايرضي فضوله\\مهما شرحته لازم بايهون
\\
ياشارح الطين بالله\\كي مد ليه سبولة
شف زرعكم ذا عجبني\\فيه اخضراره وطوله
لاتعتذر ولاتقولي\\ما اقدر انا اعطي سبولة
خايف خصام المزارع\\خايف فعاله وقوله» وثم قدم عدة قادة من عدن ولحج وشبوة وحضرموت والمهرة لإنعقاد مؤتمر القمة الجنوبية الأولى ثم نصبت عصبة تسمى (العصبة الجنوبية) ثم قاموا يقولون - أن أبين دولة محتلة من قبل الجنوب ومن قبل الشمال ثم عقدت مجاهرة على الإشتباكات ثم شهدت أول إجتماع بحضور ميدان المربع الشمالي وميدان المربع الجنوبي ومجلس الحكومة السلطانية الأعلى وأتحاد نقابة العمال الأبيني والمجلس الأستشاري والمكتب التنفيذي للسلطان خالد بن عشال الجعدني والحزب الوطني للحشد والمجلس التأسيسي للشعب الأبيني والمجلس الوطني الأول للشورى بإجتماع سياسة المحافظة وقدم المحافظ محمد شهدان تقديم النشيد القبلي ثم قدم السلطات تعينات الوزارات (وزارة الإتصالات المتكاملة ووزارة المعلمين ووزارة الأمن) ثم إعتماد النشيد القبلي ولحنه عيدروس الجعدني بعد وفاة السلطان محمد بن عشال الجعدني - توفاه الله - ثم تعيين خالد بن عشال الجعدني برئيس المجلس الحكومي الأعلى ثم رثاهم عديد من الفنانين وأقام العزاء في إستراحة جدقان بقرية المحفد